# مدرسة الزوجات
مدرسة الزوجات (بالفرنسية: L'École des femmes) هي رواية للكاتب الفرنسي أندريه جيد الحائز على جائزة نوبل في الأدب عام 1947. صدرت أول مرة عام 1929 عن دار غاليمار. وترجمت أول مرة إلى العربية عام 1947 بواسطة صبري فهمي ونشرتها دار الكتاب المصري .تعتبر هذه الرواية أول أجزاء ثلاثية روائية تشمل أيضًا روايتي روبرت (1930) وجنيفياف (1936)، والتي تقدم وجهات نظر مختلفة لأفراد عائلة واحدة حول الأحداث نفسها.

## ملخص الرواية
تُروى رواية مدرسة الزوجات بصيغة يوميات الزوجة إيفلين إكس التي تُرسل مخطوطاتها إلى ناشر بعد وفاة والدتها، التي كانت تعمل ممرضة في الحرب العالمية الأولى. ينقسم النص إلى جزأين رئيسيين يتناولان تطور علاقة إيفلين بزوجها روبرت على مدى سنوات.
في الجزء الأول، تروي إيفلين قصتها منذ لقائها الأول بروبرت وحتى زواجهما، رغم معارضة والدها لهذا الزواج. تعيش إيفلين فترة من الحب العميق والإعجاب الكبير بروبرت، حيث تنظر إليه كرمز للكمال والنجاح، وتفكر بأنه شريكها الذي يمنح حياتها هدفًا ومعنى. تعكس يومياتها طفولية الوعي وطموحها المثالي في تكوين حياة زوجية مستقرة وسعيدة.لكن مع مرور الزمن، وفي الجزء الثاني من الرواية، تظهر شكوك إيفلين وخيبات أملها تجاه زوجها. تتضح صفات روبرت الحقيقية، التي تتسم بالمكر والكذب وانعدام الصدق، مما يدفع إيفلين إلى الشعور بالغربة والخذلان. تتدهور العلاقة تدريجيًا، حتى تصل إلى رغبتها في التحرر منه، وتعبر عن شعورها بالوحدة والعزلة، وتدون يومياتها كشكل من أشكال التعبير عن معاناتها النفسية.تتعمق الرواية في دراسة الصراعات النفسية والاجتماعية للمرأة في إطار الزواج، خاصة من خلال البعد الذاتي ليوميات إيفلين، والتي تكشف عن صراعها بين تصور المثال الذي تعيشه وبين الواقع المعاش، بالإضافة إلى التوتر بين الأجيال عبر رؤية الابنة جينوفييف التي ترفض والدها. بذلك، تقدم الرواية تحليلًا نفسيًا معقدًا عن الزواج والهوية النسائية في المجتمع الحديث.
صدرت الرواية لأول مرة في 1929 عن دار غاليمار بالفرنسية، وترجمت إلى العربية عام 2019 بواسطة صبري فهمي.
تُروى أحداث الرواية عبر يوميات إيفلين X، الزوجة التي تُرسل مخطوطاتها إلى ناشر بعد وفاة والدتها التي كانت ممرضة في الحرب العالمية الأولى. تتكون الرواية من جزأين: الأول يروي فترة حب إيفلين لشاب يُدعى روبرت وزواجهما رغم معارضة والدها، والجزء الثاني يُظهر تطور العلاقة بعد عشرين عامًا، حيث تكشف إيفلين عن خيبة أملها من روبرت وفقدانها للثقة فيه.

## الأسلوب
تعتمد الرواية على تقنية السرد بوجهة نظر أحادية من خلال يوميات إيفلين، ما يضفي على النص طابعًا نفسيًا وذاتيًا يعكس الصراعات الداخلية للشخصية، ويتطلب من القارئ إعادة تفسير الأحداث بما يتجاوز وجهة نظر الساردة. يُبرز السرد التوتر بين الوهم المثالي لدى إيفلين والواقع، خاصة في تقييمها لشخصية زوجها، ما يعكس نقاشًا حول وهم المثالية ومخاوف فقدان السيطرة.كما تطرح الرواية صراعًا اجتماعيًا بين الأجيال، إذ تعرض الاختلاف في وجهات النظر بين إيفلين وزوجها، ثم ابنتهم جنيفياف التي تقدم رؤية نقدية لمؤسسة الزواج والمجتمع. ويُعتبر الثلاثي الروائي (مدرسة الزوجات، روبرت، جنيفياف) دراسة متعمقة لحياة نفسية واجتماعية لأسرة واحدة من زوايا متعددة.